# M51 (Hongarije)
De M51 is een autosnelweg in Soroksár, een district van Boedapest (Hongarije). De snelweg, die vroeger deel uitmaakte van de Ring rond Boedapest, verbindt de M0 met de M5 en is 9 km lang.

## Geschiedenis
Op het stuk weg waar nu de M51 ligt, lag tot de jaren 1980 het noordelijke stuk van hoofdweg 51 (die Boedapest langs de oostkant van de Donau, via Kalocsa en Baja, met Servië verbindt). In 1988 werd de huidige M51 aangelegd als deel van de Ring rond Boedapest (M0), met de bedoeling om die later westwaarts en oostwaarts te verlengen. 
De verlenging over de Donau ging volgens plan, maar oostwaarts lukte dat niet. Het oorspronkelijk geplande tracé, in tunnels onder het dichtbevolkte Dunaharaszti en de luchthaven van Boedapest, bleek te duur en werd verlaten. In de plaats daarvan werd de M0 in een grotere boog rond Boedapest aangelegd, in het comitaat Pest in plaats van binnen de stadsgrenzen.
Door het nieuwe tracé vanaf de M5, opgeleverd in 2005, maakte de M0 dan ook een vreemde kronkel: vanaf de Donau noordoostwaarts tot aan de M5, dan 7 km zuidwaarts over de M5, om vervolgens bij Gyál weer een eigen noordoostwaarts traject te kiezen. Al vrij snel werd dan ook beslist om de ringweg recht te trekken: een nieuw stuk van 6 km ging van het (toenmalige) zuidelijkste punt van de M0 naar de aansluiting van de M5 en de M0-oost. Toen dit stuk in 2013 werd opgeleverd als deel van de M0-zuid, werd het oude stuk M0 omgedoopt tot M51 (naar hoofdweg 51). 

## Huidige situatie
De M51 is een autosnelweg met 2x2 rijstroken, zonder pechstrook. Afgezien van de verkeerswisselaars met de M5 en de M0 heeft de weg maar één afrittencomplex: dat naar hoofdweg 5. Wel sluit de verkeerswisselaar met de M0 ook aan op een lokaal bedrijventerrein en hoofdweg 51.
Het stuk tussen de M5 en hoofdweg 5 is sinds 2015 een tolweg, het gebruik van het stukje tussen hoofdweg 5 en de M0 is tolvrij.
M0 ·
M1 ·
M2 ·
M3 ·
M4 ·
M5 ·
M6 ·
M7 ·
M8 ·
M9 ·
M15 ·
M19 ·
M25 ·
M30 ·
M31 ·
M35 ·
M43 ·
M44·
M51 ·
M60 ·
M70·
M76·
M80·
M85·
M86